# Rheda-Wiedenbrück
Rheda-Wiedenbrück – miasto w Niemczech, w kraju związkowym Nadrenia Północna-Westfalia, w rejencji Detmold, w powiecie Gütersloh. 
W 2013 miasto liczyło 46 852 mieszkańców; w 2012 było ich 46 858.
W mieście rozwinął się przemysł odzieżowy, drzewny, meblarski, poligraficzny oraz samochodowy.

## Współpraca
Miejscowości partnerskie:
- Adjèngré, Togo
- Aouda, Togo
- Heilbad Heiligenstadt, Niemcy
- Oldenzaal, Holandia
- Palamós, Hiszpania
- Ząbkowice Śląskie, Polska
- Złoty Stok, Polska